# Чордаш, Лайош
Ла́йош Чо́рдаш (венг. Csordás Lajos; 6 октября 1932, Будафок, Венгрия — 5 апреля 1968, Будапешт, Венгрия) — венгерский футболист и футбольный тренер.

## Биография
Был самым молодым игроком той венгерской команды, которая уверенно победила на Олимпиаде 1952 года. Чордаш родился в Будафоке, винном районе Будапешта. Он начал карьеру в клубе «Вашаш», где провёл несколько сезонов, после чего, в возрасте 20-ти лет был вызван в сборную. Игра Чордаша привела к сравнениям с самим Пушкашем, испытание ранней славой Чордаш не выдержал, показывая всё менее высокий уровень игры. После окончания карьеры, он стал работать тренером, сначала своего родного клуба, а затем «Будафок».
Скончался от сердечного приступа в возрасте 35-ти лет.

## Достижения
- Олимпийский чемпион: 1952
- Вице-чемпион мира: 1954
- Чемпион центральной Европы: 1953
- Чемпион Венгрии: 1957, 1961
- Обладатель Кубка Венгрии: 1955

## Статистика выступлений
| Клуб             | Сезон            | Лига | Лига | Кубок Венгрии | Кубок Венгрии | Еврокубки | Еврокубки | Итого | Итого |
| Клуб             | Сезон            | Игры | Голы | Игры          | Голы          | Игры      | Голы      | Игры  | Голы  |
| ---------------- | ---------------- | ---- | ---- | ------------- | ------------- | --------- | --------- | ----- | ----- |
| Вашаш            | 1950             | 12   | 3    | -             | -             | -         | -         | 12    | 3     |
| Вашаш            | 1951             | 20   | 5    | ?             | ?             | -         | -         | 20+   | 5+    |
| Вашаш            | 1952             | 26   | 4    | ?             | ?             | -         | -         | 26+   | 4+    |
| Вашаш            | 1953             | 25   | 20   | -             | -             | -         | -         | 25    | 20    |
| Вашаш            | 1954             | 25   | 16   | -             | -             | -         | -         | 25    | 16    |
| Вашаш            | 1955             | 24   | 16   | 2+            | 3+            | -         | -         | 26+   | 19+   |
| Вашаш            | 1956             | 14   | 6    | ?             | ?             | 7         | 8         | 21+   | 14+   |
| Вашаш            | 1957             | 11   | 8    | -             | -             | 1         | 1         | 12    | 9     |
| Вашаш            | 1957/58          | 18   | 9    | -             | -             | 8         | 8         | 26    | 17    |
| Вашаш            | 1958/59          | 22   | 10   | -             | -             | 0         | 0         | 22    | 10    |
| Вашаш            | 1959/60          | 23   | 6    | -             | -             | 1         | 0         | 24    | 6     |
| Вашаш            | 1960/61          | 6    | 1    | -             | -             | 0         | 0         | 6     | 1     |
| Всего за карьеру | Всего за карьеру | 226  | 104  | 2+            | 3+            | 17        | 17        | 245+  | 124+  |